# 犬山国際ユースホステル
犬山国際ユースホステル（いぬやまこくさいユースホステル）は、日本ユースホステル協会に加盟している愛知県のユースホステル。愛称は「リバーサイド犬山」。

## 概要
愛知県観光施設条例（昭和39年3月27日条例21号）に基づき、1959年に設置された愛知県営の宿泊施設である。
建物は1995年に改築されたものの、利用率の低迷と累積する赤字体質から脱却できないことから、所有する愛知県が所在自治体の犬山市に譲渡を持ちかけた経緯がある（犬山市がこの打診を拒絶したことが、後に一般財団法人日本ユースホステル協会が運営に参入する端緒となった。）。
指定管理者は一般社団法人愛知県観光協会（2011年4月1日 - 2016年3月31日）、一般財団法人日本ユースホステル協会（2016年4月1日 - 2018年3月31日）。2016年3月31日までは『犬山国際ユースホステル リバーサイド犬山』として運営されていたが、指定管理者の変更により2016年4月以後は『犬山国際ユースホステル』の名で運営されている。
旧称『愛知県犬山ユースホステル』『犬山ユースホステル』。

## トラブル
2015年11月時点の『公営ユースホステルペアレント全国協議会』のサイトには掲載されているものの、一般財団法人日本ユースホステル協会の『東海ブロックユースホステルマップ』、日本ユースホステル協会発行の『ホステリングガイド2015』には掲載されていなかった。これは、一般財団法人日本ユースホステル協会が公営ユースホステルに対し広報負担金の増額を要求し、「協力回答が得られるまでは情報を削除する。」こととしたためであるが、管理者の変更に伴い、2016年2月以後は日本ユースホステル協会のサイトにも掲載されている（同サイト上では同年4月1日付の新設ユースホステルとして扱われている。)。

## アクセス
- 名鉄犬山線『犬山遊園駅』下車、徒歩25分。
- JR東海高山線『鵜沼駅』下車、徒歩35分。
- 東名高速道路もしくは名神高速道路『小牧インターチェンジ』より車で約20分。
- 中央自動車道『小牧東インターチェンジ』より車で約30分